# Lucien Ebata
Pour les articles homonymes, voir Ebata.
Lucien Ebata est un homme d'affaires canado-congolais né le 12 mars 1969 à Ollombo (République du Congo). Ayant fait fortune dans le secteur pétrolier congolais avec sa société de trading et de négoce Orion Oil, il est également le patron et fondateur de Forbes Afrique.
Proche de plusieurs chefs d'État africains, il est conseiller spécial du président congolais Denis Sassou-Nguesso dans le domaine financier depuis 2017.
Visé par une enquête du parquet national financier en France, il est mis en examen par la justice française en 2021 pour « manquement à l'obligation de déclaration de capitaux », « blanchiment » et « corruption active de personne dépositaire de l’autorité publique ». 

## Biographie

### Jeunesse et formation
Issu de l'ethnie mbochi, Lucien Ebata naît le 12 mars 1969 à Ollombo, en République du Congo, dans une famille de paysans illettrés.
À l'âge de 13 ans, il est choisi parmi les jeunes de son village pour lire un mot de bienvenue au président du Congo. Celui-ci, touché, lui offre une bourse pour aller étudier à Cuba. Il y restera 10 ans, étudiant le droit au sein de l'université de La Havane (1982). 
Il obtient ensuite une autre bourse pour étudier au Canada et s'inscrit au sein de l'université d'Ottawa (1996), où il obtient une maîtrise en droit commercial. Il étudie également à l'université de Montréal. Pendant ses études, il préside régulièrement des associations de Congolais et des fédérations d'étudiants étrangers. Il finira par obtenir la nationalité canadienne.

### Orion Oil
En 2004, Lucien Ebata délaisse la carrière juridique qu'il avait débuté au Canada pour se lancer dans le trading et le négoce pétrolier. Il fonde ainsi l'entreprise Orion Oil, basée à Kinshasa, en République démocratique du Congo (d'où est native son épouse, Philo Ebata). Il obtient rapidement un premier contrat avec l'entreprise suisse Glencore (2005) pour transporter des produits pétroliers raffinés sur le fleuve Congo. D'autres contrats suivront avec Vitol et Trafigura.
Au début des années 2010, Orion Oil obtient presque la totalité des contrats émis par la Congolaise de raffinage (Coraf) en République du Congo. En 2012, l'entreprise réalisait un chiffre d'affaires d'un milliard de dollars par an.
En 2013, son entreprise obtient un contrat particulièrement important au Congo pour le préfinancement de cargaisons de pétrole brut de la SNPC, grâce à l'obtention d'un prêt syndiqué d'un montant de 500 millions de dollars auprès de plusieurs banques africaines. Il s'agit alors de la plus importante syndication jamais réalisée en Afrique centrale. En 2015, l'entreprise obtient un autre prêt syndiqué encore plus important de 580 millions de dollars.
Dans le cadre de ses affaires, Lucien Ebata créé de multiples autres entreprises et holdings dans plusieurs pays, telles qu'Orion Mining Enterprises Inc. à Montréal (2004-2008), Orion Oil & Gas Group SA dans le canton de Vaud en Suisse (qu'il a codirigé de 2012 à 2020 avec le français Philippe Chironi), Orion Group (2013-2021), ainsi qu'Orion Oil Limited (créée en 2008) et Orion Exploration and Development Limited (créée en 2020) à Londres. 

### Forbes Afrique
En 2012, Lucien Ebata parvient à convaincre le magazine économique Forbes de lui octroyer une licence pour développer une franchise dédiée à l'Afrique francophone  : Forbes Afrique. 
La création de ce nouveau magazine est célébrée en juillet 2012 à Brazzaville (Congo), lors d'un « Forum Forbes Afrique » organisé en présence de quatre chefs d'État : Denis Sassou-Nguesso (Congo), Ali Bongo (Gabon), Teodoro Obiang Nguema (Guinée équatoriale) et François Bozizé (Centrafrique). La journaliste belge Christine Ockrent est également présente en tant que maîtresse de cérémonie, ainsi que trois anciens premiers ministres européens : Guy Verhofstadt (Belgique), Dominique de Villepin et Jean-Pierre Raffarin (France).
Basée dans le XVIe arrondissement de Paris (France) et dotée d'une très petite équipe de rédaction, cette version africaine du magazine est distribuée dans une vingtaine de pays d'Afrique centrale et de l'Ouest, pour un potentiel de 39 millions de lecteurs.
Selon les journaux français Libération et Le Monde, Forbes Afrique serait rarement critique envers les chefs d’État africains, et serait notamment « toujours élogieux pour le régime congolais »,.
En 2019, Lucien Ebata obtient le renouvellement de la licence pour 20 ans (jusqu'en 2039). La dette du titre augmente cependant fortement les années suivantes, et Forbes Afrique se retrouve en cessation de paiement à partir d'avril 2023, puis est placé en liquidation judiciaire par le tribunal de commerce de Paris le 28 mars 2024.

## Liens avec le monde politique

### Au Congo-Brazzaville
Particulièrement proche de Denis Sassou-Nguesso et de sa famille, Lucien Ebata se présente dès 2006 comme le « lobbyiste en chef » du président congolais lors de ses voyages aux États-Unis. Il est alors sous contrat avec l'État congolais, étant officiellement chargé d'intercéder auprès des institutions internationales pour obtenir l'annulation ou la diminution de la dette publique congolaise.
Par la suite, Lucien Ebata finance à hauteur d'un million d'euros la campagne de Denis Sassou-Nguesso pendant l'élection présidentielle de 2009. À partir d'août 2017, il devient également son conseiller spécial dans le domaine des « financements extérieurs », bénéficiant alors d'un passeport diplomatique.
En septembre 2017, alors que la République du Congo est à court d'argent, il est nommé à la tête d'un comité technique chargé de négocier un programme d'aide avec le Fonds monétaire international, collaborant pour l'occasion de manière rapprochée avec Dominique Strauss-Kahn, ancien directeur du FMI.
Il est également très proche de Denis Christel Sassou-Nguesso, fils du président, ancien directeur adjoint de la Société nationale des pétroles du Congo (SNPC) et dirigeant de la Congolaise de raffinage (Coraf),.

### Autres pays
Lucien Ebata entretient des liens d'amitié avec plusieurs chefs d'État africains, dont George Weah (Libéria), à l'investiture duquel il fut invité, Macky Sall (Sénégal) et Alassane Ouattara (Côte d'Ivoire), ce dernier ayant été invité au Forum Forbes de 2015.
Il a également développé des liens avec l'ancien président français Nicolas Sarkozy, qui fut invité au Forum Forbes de 2014.

## Fortune
Lucien Ebata est très discret sur le montant de son patrimoine et sur son train de vie, son nom n'apparaissant pas dans les classements des grandes fortunes réalisés chaque année par Forbes.
En 2016, alors que son entreprise Orion Oil réalise un chiffre d'affaires d'un milliard de dollars par an, il gagne officiellement un salaire d'environ 1 million d'euros annuels. Lors du scandale des Panama Papers (dans lequel son nom est cité), le journal Le Monde relève cependant ses dépenses importantes atteignant des « centaines de milliers d’euros en quelques jours » dans des hôtels de luxe ou pour des locations d'hélicoptères.
En décembre 2021, il précise à une juge d'instruction française qu'il gagne entre 1 et 5 millions d’euros par an. Un montant que le journal Libération estime sous-évalué comparé au train de vie de l'homme d'affaires, révélé par l'enquête le concernant : plus de 235 000 euros payés en liquide entre 2011 et 2012 en achat de vêtements de luxe sur les Champs-Élysées, des repas dans des restaurants grastronomiques français s'élevant à plusieurs milliers d'euros, des loyers de plus de 5 000 euros par mois, des montres de luxe coutant entre 38 200 et 56 850 euros, utilisation « effrénée » de jets privés, achats de plusieurs voitures de luxe, nombreuses nuitées dans des palaces hôteliers, etc.

## Vie personnelle
Lucien Ebata est l'époux de Philo Ebata, née en République démocratique du Congo. Sa femme et ses enfants vivent à Paris,.
Ne possédant pas de bien immobilier en France, il est en revanche propriétaire dans d'autres pays, comme en Espagne ou en Afrique du Sud. En République démocratique du Congo, il possède également une grande villa à Kinshasa.
Lucien Ebata est chrétien et se revendique franc-maçon.

## Problèmes judiciaires
En 2012, des douaniers de l'aéroport Roissy-Charles-de-Gaulle (France) arrêtent Lucien Ebata avec une somme de 182 000 euros en espèces non déclarés sur sa personne. Il plaide alors un oubli. Plus tard, son avocat assurera que seuls 30 000 euros non déclarés ont été retrouvés.
Par la suite, une enquête préliminaire est ouverte par le parquet de Bobigny, transmise en 2016 au parquet national financier (PNF), chargé d'enquêter sur la grande délinquance financière. Lors de l'enquête, 29 transferts d’espèces entre Monaco et la France, pour un montant de 4 millions d'euros, sont découverts, des opérations que Lucien Ebata justifie alors par de simples frais liés à sa société, Orion Oil. 
En 2016, son nom est cité dans le scandale des Panama Papers. Une enquête du Monde l'accuse alors de faire partie d'un système financier complexe, impliquant le président Denis Sassou-Nguesso et ses proches, ayant pour but de détourner les revenus du pétrole congolais, participant ainsi à la pauvreté généralisée de la population de ce pays. Son nom est en parallèle évoqué dans l'affaire des biens mal acquis de Denis Sassou-Nguesso.
En 2020, le PNF ouvre une information judiciaire. Éric Dupond-Moretti, futur ministre français de la justice, est alors son avocat. En octobre 2021, convoqué par la justice française, Lucien Ebata est mis en examen pour « manquement à l'obligation de déclaration de capitaux », « blanchiment » et « corruption active de personne dépositaire de l’autorité publique »,.
En janvier 2023, à travers une série d'articles, le quotidien français Libération, qui a eu accès à des éléments de l'enquête judiciaire en cours, revient sur ce qui est désormais appelé l'« Affaire Orion Oil » par la presse. Le journal révèle notamment que la justice soupçonne l'entourage de Manuel Valls, ancien Premier ministre français, d'avoir approché Lucien Ebata dans l'optique d'un financement occulte de sa campagne de 2017, des allégations démenties par Manuel Vall,.
Le journal révèle également que Lucien Ebata faisait l'objet de deux fiches S, émises en 2013 et 2014 par la DRPP et la DGSI, où il était visé comme « affairiste susceptible de se livrer à des activités financières frauduleuses » ainsi que comme « membre d'un réseau de criminalité organisée spécialisé dans le blanchiment d'argent ». En 2016, il rencontre plusieurs fois Cédric Lewandowski, directeur de cabinet du ministre français de la Défense Jean-Yves Le Drian, auquel il fait part de ses difficultés pour passer les frontières à cause de ces fiches. À la suite de ces rendez-vous, celles-ci sont rapidement supprimées.